# 單數 (語言學)
單數，在语言学中是名詞的其中一種形式，用於標示物件數目為單一，而非零或者多於一。在語言學的語素上，單數的相反詞為眾數（复数），意思是指物件的數目多於一。在有些语言中亦有双数的概念，精确地指物件的數目为两个。
不同的語系對物件數量的形容有眾多不同的形式，部份語言（例如英語、德語等）的可數名詞有單複數之分，部份語言（例如漢語）的名詞則同時適用於單複數的情況，該類語言的使用者未必有單數名詞的概念。不同語言對物件數目的表達形式存在分別，因此單數名詞的使用可以涉及詞形變化、語素、量詞的運用甚至是整個句子的語法等等。